# Permettez, Madame !...
Permettez, Madame !…  est une comédie en 1 acte d'Eugène Labiche, représentée pour la 1re fois à Paris au théâtre du Gymnase le 21 février 1863.

Collaborateur Delacour.
- Éditions Dentu.

## Distribution
| Personnage                  | Acteur ou actrice |
| --------------------------- | ----------------- |
| Léon, oncle d'Henri         | M. Kime           |
| Bonacieux                   | M. Blaisot        |
| Henri                       | M. Georges        |
| Baptiste, domestique        | M. Ulric          |
| Mme Bonacieux               | Mme Mélanie       |
| Blanche, fille de Bonacieux | Mme Desjardins    |
| Julie, femme de chambre     | Mme Marie         |